# 위 선공
위 선공(衛宣公, ? ~ 기원전 700년 11월 18일)은 중국 춘추 시대 위나라의 제15대 군주(재위: 기원전 718년 ~ 기원전 700년)였다. 휘는 진(晉)이다. 부친 위 장공(衛莊公)의 첩 이강(夷姜)과 사통하여 아들을 두었으나, 다시 며느리로 낙점된 선강과 결혼한다.

## 위후 즉위
형나라에 있다가, 형 환공이 공자 주우에게 살해당하자, 공자 주우를 죽인 석작에게 15대 위후로 옹립되었다.

## 사적
재위 14년(기원전 705년), 제나라와 함께 정나라를 도와 맹 · 향 두 고을을 쳤다.
재위 17년(기원전 702년) 겨울 12월, 제나라 · 정나라와 함께 노나라를 쳤으며, 재위 18년(기원전 701년) 정월에는 제나라 · 정나라 · 송나라와 맹약하였다. 이 해 9월, 송나라가 정나라의 후계 문제에 간섭하여 정 여공을 세우고 정 소공을 쫓아내자, 정 소공의 망명을 받아들였다.

## 이자승주
선공은 아버지 위 장공의 첩 이강과 사통하여 아들을 두자 이름을 급(伋), 또는 급자(急子)라 하였다. 뒤에 이강을 정실 공비로 책봉하고 급자를 세자로 삼았다. 뒤에 제나라와 정략결혼을 체결, 제나라 여자 선강을 세자 급자의 비로 맞이하기로 되었는데 선강의 미모를 보고 미혹하게 되었다. 당초 세자 급자의 비로 삼기로 한 계획을 바꾸어 선강을 자신의 아내로 맞이하였다.
선강에게서 두 아들을 낳고 수와 삭이라 이름지었다. 이강은 총애를 잃고 자결했다. 재위 18년(기원전 701년), 선강이 공자 삭과 함께 급자를 모함하자, 급자의 아내를 빼앗은 일로 인해 급자를 미워하고 있던 선공은 급자를 제나라에 사신으로 보내고 경로에 도적을 두어 죽이게 한다. 그러나 공자 수가 이 계획을 듣고, 급자를 다른 배(또는 말)에 태워 대신 죽는다. 그러나 급자는 나중에 도착하여 도적에게 이름을 밝히고 스스로 죽었다. 이에 선공은 삭을 세자로 세웠다. 이에 대한 노래가 《시경》에 이자승주(二子乘舟)라는 제목으로 실려있다.

## 죽음
기원전 700년, 재위 19년 만에 죽었고, 세자 삭(위 혜공)이 뒤를 이었다.

## 기타
위선공의 행동에 대해 염옹은 이렇게 한탄했다.
"아비의 첩이 어찌 자식과 사통했는가

위나라의 음란함이 취우로 드러났네

이강은 목을 맸으나 때는 이미 늦었도다

정절을 지키다가 삶을 마쳐야 했거늘"
"며느리를 어찌하여 아내로 삼았는가

자식은 서모를 증음했으니 응보로다

이강의 불륜을 선강이 이어받았구나

집안내력이 그러하니 기이할 것 없네."
후일 아들 수왕의 비 양귀비를 빼앗은 당 현종, 문제의 후궁 선화부인과 사통한 양제 등과 비견되기도 한다.

## 같이 보기
- 위 장공
- 위 환공
- 위 소백
- 선강
- 위 혜공
- 문강
- 위 소백
- 이강